# Помпа
Помпата е машина за транспортиране на течности или смеси на течности с твърди вещества или газове. В нея енергията предадена от някакво задвижване (електродвигател, парна машина и др.) се превръща в кинетична енергия на флуида. Помпите се делят на две големи групи: центробежни и обемни.

## Центробежни помпи
От многото видове помпи, най-разпространени в индустрията, бита и пр. са т. нар. центробежни помпи. Те имат работно колело, което се задвижва от електромотор и др. и предава енергия на флуида. В средата на колелото се създава вакуум, вследствие на което помпата засмуква течност от изходния резервоар, кладенец и др. по т.нар. смукателен тръбопровод. По ръба на колелото налягането на флуида е повишено и той се изтласква по нагнетяващия тръбопровод. Центробежните помпи са сравнително евтини, лесни за експлоатация, лесни за регулиране (напр. чрез вентил) и могат да се използват и за транспортиране на течности с известно съдържание на твърди частици или газови мехури. При стартиране на помпата работното колело трябва да е потопено в течност, в противен случай помпата не може да засмуче течност от изходния резервоар. При спиране на помпата течността може да изтече обратно в резервоара, ето защо преди нея често се поставя възвратен клапан. Когато това е възможно, помпата се поставя под нивото на изходния резервоар, като по този начин работното колело винаги е залято с течност. Друг проблем при центробежните помпи е т. нар. кавитация. По тази причина помпата не може да се постави много по-високо от резервоара, в идеалния случай не повече от 5 до 7 метра.
| Промишлена центробежна помпа | Центробежна помпа | Работно колело на центробежна помпа |
| ---------------------------- | ----------------- | ----------------------------------- |
|                              |                   |                                     |

- Работни колела (аксиално, полуаксиални, радиално)
- Характеристика на центробежна помпа (синя линия) и тръбопровод (лилава линия); Q - дебит, H - напорна височина
- Уплътнение

## Обемни помпи
При обемните помпи дебитът е почти независим от развиваното налягане (напорната височина). Затова те не могат да се регулират директно чрез поставяне на регулиращ вентил в нагнетателния тръбопровод. За тази цел се използва например байпас или регулиране на оборотите на помпата. Обемните помпи, за разлика от центробежните, се използват предимно при сравнително ниски дебити и/или високи налягания. Много от обемните помпи може да се използват за точно дозиране или измерване. Някои от тях са подходящи за много вискозни течности или такива с голямо съдържание на твърди частици.
Обемните помпи се делят на:
- Неротационни
  - Бутални
  - Плунжерни
  - Мембранни (диафрагмени)
- Ротационни
  - Зъбни
  - Роторни
  - Винтови
  - Пластинкови
- Други конструкции
  - Перисталтични

### Бутални помпи
Друг разпространен вид помпи са буталните помпи. При движение на буталото нагоре (вж. схемата) се отваря вентилът на смукателния тръбопровод и течността навлиза в помпата. При движение надолу клапанът на смукателния канал се затваря, а този на нагнетателния се отваря и течността се транспортира към приемния резервоар. Добре познатите ръчни помпи са разновидност на буталната помпа.

С буталните помпи може да се постигне много точно дозиране на течността, тъй като обемът на транспортираната течност зависи от броя на движенията и големината на буталното пространство които са константни или могат да се регулират много точно. С буталните помпи могат да се постигнат големи напорни височини. Буталните помпи, за разлика от центробежните, са „самозасмукващи“, те могат да стартират и работят (поне за няколко секунди) без в смукателния тръбопровод да има течност.

Недостатък на буталните помпи е, че преди и след тях не могат да се поставят вентили за регулиране на дебита, тъй като това може да доведе до разрушаване на помпата и експлозия. Буталните помпи са много чувствителни към наличието на твърди частици в транспортирания флуид (ерозия на буталото и уплътненията), ето защо се използват само при чисти флуиди. Характерни за тях са и пулсации в налягането на транспортирания флуид. Те могат да се редуцират, ако помпата се изработи с две бутала. Докато едното нагнетява течност, другото засмуква, и обратно, като по този начин се намалява разликата между най-ниското и най-високото налягане на флуида.

### Изображения на някои видове помпи
- Бутална помпа
- Ротационна помпа
- Ротационна помпа
- Роторна помпа с пластини
- (Импелерна помпа - разновидност на роторната помпа с гъвкави пластини)
- Роторна помпа с пластини
- Зъбна помпа
- Зъбна помпа (маслена помпа на тойота coaster )
- Ротор на винтова помпа
- Архимедов винт
- Перисталтическа помпа
- Мембранна помпа
- Мембранна помпа с двойно действие
- Водоструйна помпа